# Diplomesodon pulchellum
Diplomesodon pulchellum là một loài động vật có vú trong họ Chuột chù, bộ Soricomorpha. Loài này được Lichtenstein mô tả năm 1823. Đây là loài duy nhất còn sinh tồn trong chi Diplomesodon. Năm 2011, A. Cheke đã mô tả và có thể là một loài đã tuyệt chủng theo bản thảo thế kỷ 19 là Diplomesodon sonnerati (Sonnerat's Shrew).